# Jokelyn Tienstra
Jokelyn Nynke  Tienstra (geboren am 10. Oktober 1970 in Borculo; gestorben am 6. Dezember 2015 in Xanten) war eine niederländische Handballtorhüterin.

## Vereinskarriere
Die früher 1,82 Meter große Jokelyn Tienstra war als Handballtorhüterin in den Niederlanden, in Dänemark, Norwegen, Spanien und Deutschland aktiv.
Sie spielte von 1989 bis 1990 bei Froulju’s PC, danach bei LKC Sonnenborgh, Sport Geeft Kracht ’47, Hellas Den Haag, Heerenveen, E&O und SV Dalfsen in den Niederlanden. Im Jahr 2000 ging sie nach Dänemark zu Slagelse DT. Im Jahr 2002 wurde sie von TV Lützellinden, der in der deutschen Bundesliga spielte, verpflichtet. Aufgrund finanzieller Probleme des Vereins wechselte sie Anfang 2003 nach Norwegen zu Bækkelagets SK, wo sie ein halbes Jahr in der Eliteserien spielte. Noch im selben Jahr ging sie nach Spanien zu BM Bera Bera Gipuzkoa in die erste spanische Liga ASOBAL. Zur Bundesligasaison 2006/2007 ging sie zu Borussia Dortmund. Im Mai 2008 beendete sie ihre Karriere wegen eines Bruchs der Mittelhand.
Mit den Teams aus Van Riet Nieuwegein, TV Lützellinden und BM Bera Bera Gipuzkoa war sie auch in europäischen Vereinswettbewerben aktiv.

## Nationalmannschaft
Mit der Nationalmannschaft der Niederlande bestritt sie 175 Länderspiele.
Ihr erstes Spiel für die Niederlande fand im Jahr 1997 gegen die slowakische Nationalmannschaft statt, ihr letztes Spiel im Jahr 2007 gegen die kroatische Nationalmannschaft. Mit den Niederlanden kam sie bei der Weltmeisterschaft 2005 auf Platz 5.

## Trainerin
Nach Beendigung ihrer aktiven Karriere war sie als Handballtrainerin aktiv und leitete die niederländische Handballakademie.

## Privates
Ihre Lebensgefährtin Manuela Fiedel spielte ebenfalls Handball.